# دورگه‌زایی در پرندگان ساحلی
دورگه‌زایی در پرندگان ساحلی (به انگلیسی: Hybridisation in shorebirds)، تنها در تعداد کمی از موارد ثابت شده‌است. با این حال، بسیاری از پرندگان ساحلی منفرد توسط پرنده‌نگرها در سراسر جهان ثبت شده‌اند که با ویژگی گونه‌های شناخته‌شده مطابقت ندارند. بسیاری از اینها مظنون به دورگه‌بودن هستند. در چندین مورد، دورگه‌های پرندگان ساحلی پیش از کشف منشأ دورگه‌بودن آن‌ها، به عنوان گونه‌های جدید توصیف شده‌اند. در مقایسه با سایر گروه‌های پرندگان (مانند کاکایی‌ها)، تنها چند گونه از پرندگان ساحلی شناخته‌شده یا مشکوک به دورگه‌زایی هستند، اما با این وجود، این دورگه‌ها در برخی موارد بسیار پرتکرار دیده می‌شوند.